# 강화 광성보
강화 광성보(江華 廣城堡)는 인천광역시 강화군 불은면 덕성리에 있는 조선시대의 성곽시설이다. 1971년 12월 28일 대한민국의 사적 제227호로 지정되었다.

## 개요
광성보는 덕진진, 초지진, 용해진, 문수산성 등과 더불어 강화해협을 지키는 중요한 요새이다.
고려가 몽골 침략에 대항하기 위하여 강화로 도읍을 옮기면서 1233년부터 1270년까지 강화외성을 쌓았는데, 이 성은 흙과 돌을 섞어서 쌓은 성으로 바다길을 따라 길게 만들어졌다. 광해군 때 다시 고쳐 쌓은 후 효종 9년(1658)에 광성보가 처음으로 설치되었다. 숙종 때 일부를 돌로 고쳐서 쌓았으며, 용두돈대, 오두돈대, 화도돈대, 광성돈대 등 소속 돈대가 만들어졌다.
영조 21년(1745)에 성을 고쳐 쌓으면서 성문을 만들었는데 ‘안해루’라 하였다. 이곳은 1871년의 신미양요 때 가장 치열한 격전지였다. 이 전투에서 조선군은 열세한 무기로 용감히 싸우다가 몇 명을 제외하고는 전원이 순국하였으며 문의 누각과 성 위에 낮게 쌓은 담이 파괴되었다.
1976년 다시 복원하였으며, 광성보 경내에는 신미양요 때 순국한 어재연 장군의 쌍충비와 신미순의총 및 전적지를 수리하고 세운 강화전적지, 수리한 것을 기록한 비석 등이 건립되었다.

## 같이 보기
- 신미양요

## 참고 자료
- 강화 광성보 - 국가유산청 국가유산포털